# Kampol Pathomakkakul
Kampol Pathomakkakul (Thai: กัมพล ปฐมอรรฆย์กุล; * 27. Juli 1992 in Phuket) ist ein thailändischer Fußballspieler.

## Karriere

### Verein
Das Fußballspielen erlernte Kampol Pathomakkakul bis 2009 in der Schulmannschaft derRatwinit Bangkaeo School sowie in der Jugendmannschaft von Muangthong United. Seiner ersten Vertrag unterschrieb er 2011 bei Muantghong United. 2011 wurde er an Army United ausgeliehen, wo er 22 Mal im Tor stand. 2012 wechselte er auf die thailändische Insel Phuket, wo er achtmal zwischen den Pfosten stand. Von 2014 bis 2016 wurde er an den Ligakonkurrenten Nakhon Ratchasima FC ausgeliehen. Hier stand er 78 Mal im Tor. 2017 erfolgte eine weitere Ausleihe zu Police Tero FC. 2019 stand er die Hinserie für Chonburi FC im Tor. Von Juli 2019 bis Ende 2019 spielte er ebenfalls auf Leihbasis beim Erstligisten Samut Prakan City FC in Samut Pakan. Für Samut stand er vierzehnmal zwischen den Pfosten. Nach der Ausleihe kehrte er Ende 2019 zu SCG zurück. Im Juli 2020 wechselte er auf Leihbasis zum Erstligaaufsteiger Rayong FC nach Rayong. Nach Ende der Ausleihe unterschrieb er im Dezember 2020 einen Vertrag beim Erstligisten Ratchaburi Mitr Phol in Ratchaburi. Nach Ende der Saison 2021/22 wurde er in die Elf der Saison gewählt.

### Nationalmannschaft
Der Torwart absolvierte 2012 drei Partien für die thailändische U-23-Auswahl. Sein Debüt in der A-Nationalmannschaft gab er 24. März 2022 in einem Freundschaftsspiel gegen Nepal. Im Januar 2023 gewann er mit dem Team die Südostasienmeisterschaft.

## Erfolge

### Nationalmannschaft
Thailand
- Südostasienmeisterschaft:  2022

## Auszeichnungen
Thai League
- Best XI: 2021/22